# Georg August Pritzel
Pour les articles homonymes, voir Pritzel.
Georg August Pritzel est un botaniste prussien né le 2 septembre 1815 et décédé le 14 juin 1874 .

## Œuvres
- Thesaurus litteraturae botanicae omnium Millia operum recensens (1851).
- Iconum Botanicarum index locupletissimus (1855-1866).
- Die deutschen Volksnamen der Pflanzen (1884)

## Honneur
Le genre Pritzelago (es) et l'espèce Crambe pritzelii, deux taxons appartenant à la famille des Brassicaceae, lui sont dédiés.